# Emigrate (альбом)
Emigrate (рус. «Эмигранты») — первый студийный альбом европейской группы Emigrate, выпущенный 31 августа 2007 года.

## История
5 сентября 2006 года пользователям сайта Rammstein.de, подписанным на новостную ленту сайта, были предложено подписаться на новостную ленту Emigrate и скачать песню «Wake Up». Затем на сайте появились семплы песен «My World», «Babe» и «Temptation». Фанаты проявили наибольший интерес к композиции «Babe», в результате чего 29 ноября 2006 года её полная версия стала доступна для скачивания. 21 мая 2007 опубликована полная версия «My World».
На «My World» был снят клип. Видео было включено в ограниченное издание альбома Emigrate. Также эта песня вошла в саундтрек к фильму «Обитель зла 3». Следующим клипом группы стал «New York City».

## Список композиций
| №  | Название             | Длительность |
| -- | -------------------- | ------------ |
| 1  | Emigrate             | 4:07         |
| 2  | Wake Up              | 3:33         |
| 3  | My World             | 4:17         |
| 4  | Let Me Break         | 3:34         |
| 5  | In My Tears          | 4:34         |
| 6  | Babe                 | 4:28         |
| 7  | New York City        | 3:39         |
| 8  | Resolution           | 3:42         |
| 9  | Temptation           | 4:10         |
| 10 | This Is What         | 4:38         |
| 11 | You Can´t Get Enough | 4:02         |

### Дополнительные треки
- «Blood» (3:34)
- «Face down» (3:58)
- «Help Me» (3:15)
- «I Have A Dream» (4:09)

## Видео
- «My World» (2 августа 2007)
- «New York City» (20 сентября 2007)

## Над альбомом работали
- Рихард Круспе — вокал, соло-гитара
- Марго Босье — вокал, бас-гитара
- Хенка Йоханссон — ударные
- Ольсен Инвольтини — ритм-гитара
- Саша Мозер — клавишные, программирование
- Джо Летц — ударные